# Forêt de la Robertsau
La forêt de la Robertsau est l'une des deux forêts rhénanes — l'autre étant la forêt du Neuhof — entourant la ville de Strasbourg en Alsace. Elle se trouve au nord de la ville, en bordure du Rhin.

## Description
Forêt périurbaine, elle est située au nord-est du quartier strasbourgeois de la Robertsau (duquel elle tire son nom) et au sud de la commune de La Wantzenau. Sa superficie est de 493 hectares. Au sud-ouest se trouvent le château de Pourtalès et son parc, ainsi que le Centre d'initiation à la nature et à l'environnement de Bussierre, dans les murs de l'ancienne ferme Bussière. 
Elle est gérée et entretenue par le service des espaces verts, des jardins familiaux et des forêts de l'Eurométropole de Strasbourg. Elle comporte une grande diversité d'essences et, par endroits, ressemble à une forêt vierge en raison de très nombreuses lianes.
La forêt est irriguée par plusieurs cours d'eau et compte cinq étangs : les étangs du Thalerkopf, du Karpfenloch, du Rohrkopf, du Blauelsand et du Leutesheim.
Elle est traversée par plusieurs sentiers balisés, des itinéraires pour les cavaliers et comporte également un parcours de santé. 
Au nord de la forêt se trouve l'ouvrage Neuf-Empert qui faisait partie de la ceinture de fortifications édifiée lors de l'annexion de l'Alsace-Lorraine. Au nord-est, en bordure du Rhin, se trouve la station d'épuration de Strasbourg - La Wantzenau et au sud-est les installations du port aux pétroles.
Dans la nuit du 24 au 25 juillet 1944, un bombardier Avro Lancaster anglais s'est écrasé au milieu de la forêt. Les sept membres d'équipage sont enterrés au cimetière militaire de Cronenbourg.
Le massif forestier de la Robertsau et de La Wantzenau est classé réserve naturelle nationale par décret du 27 juillet 2020.

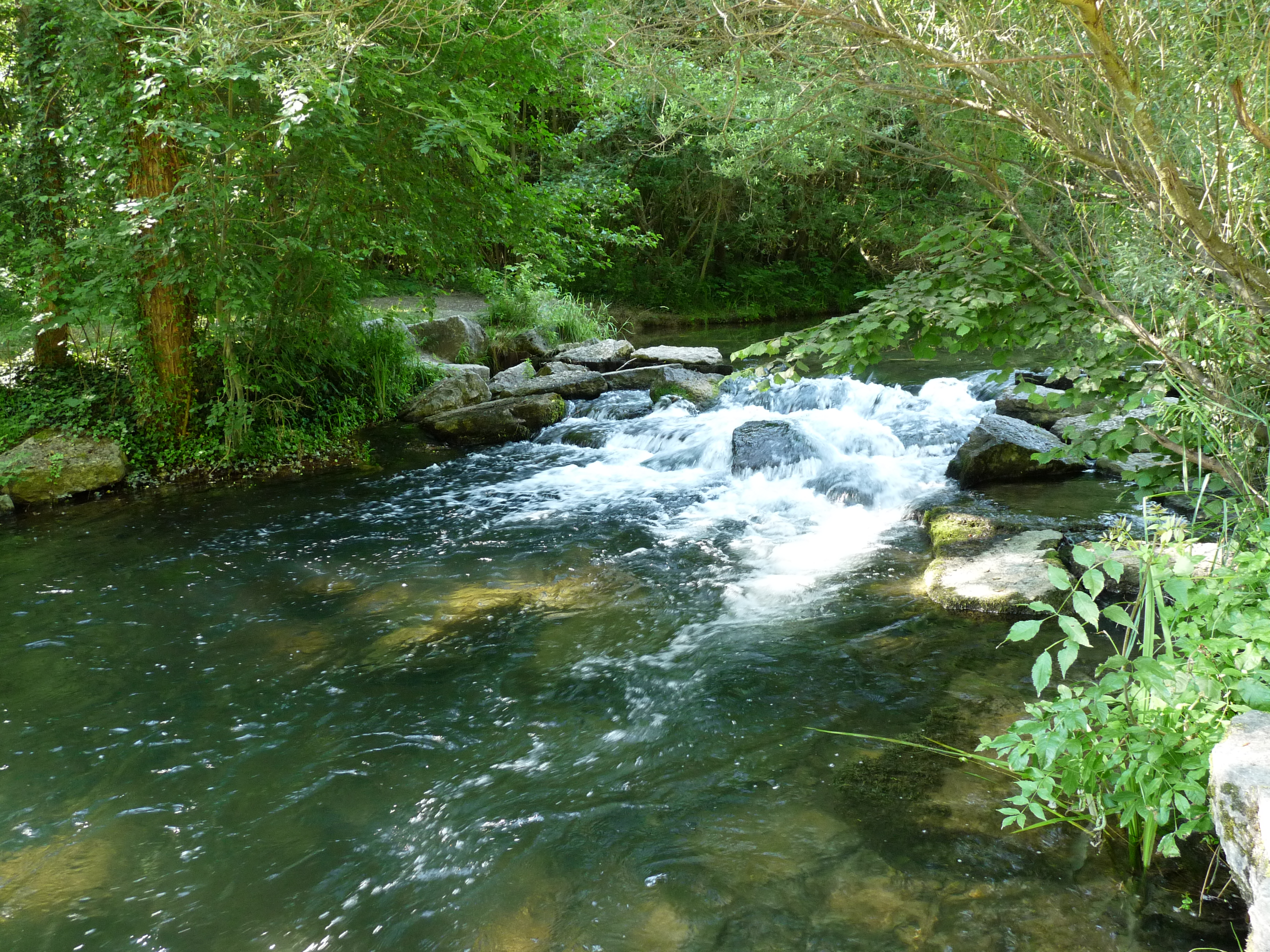
La cascade du Kalbsgiessen.
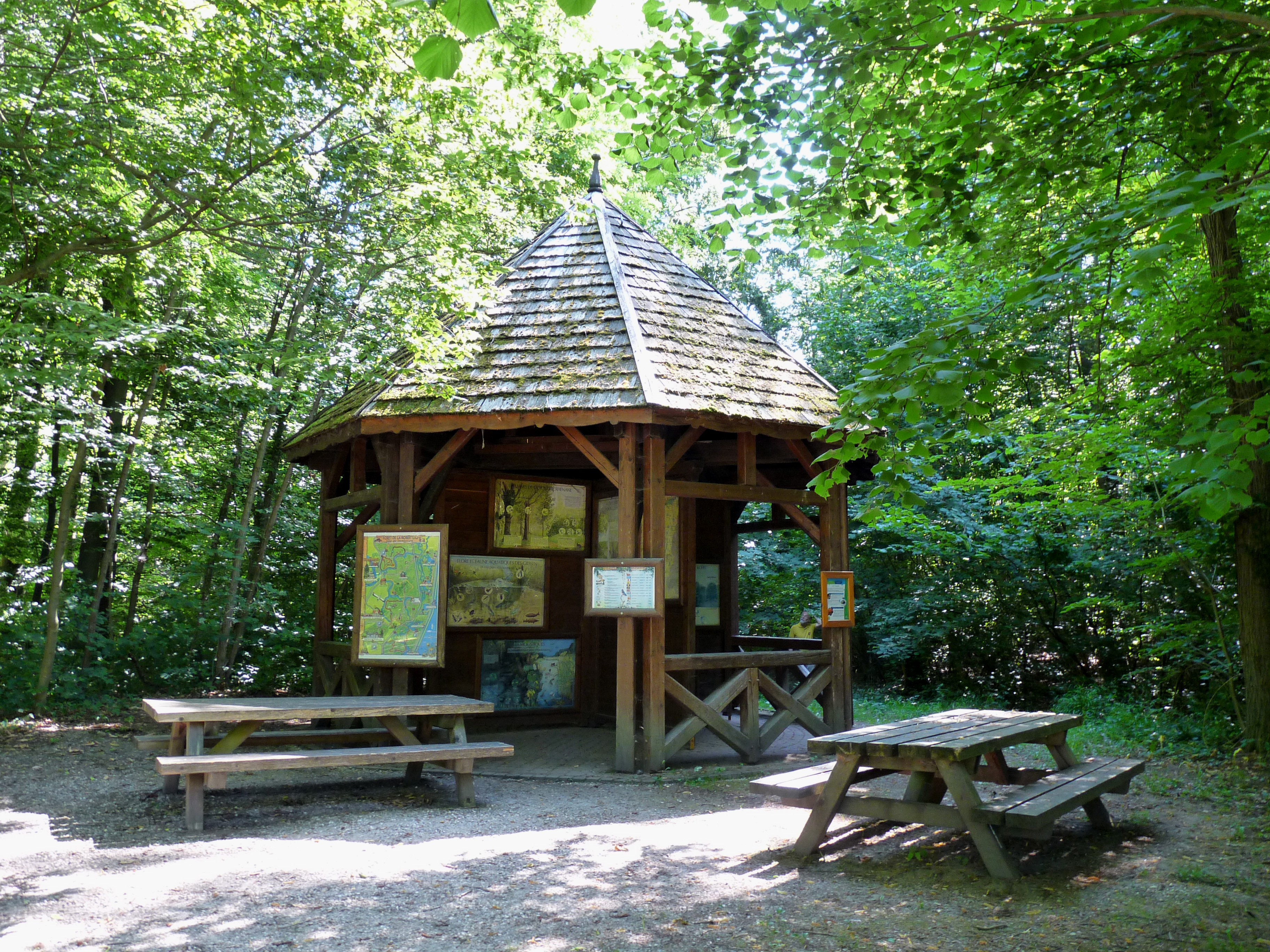
Kiosque d'informations dans la forêt.
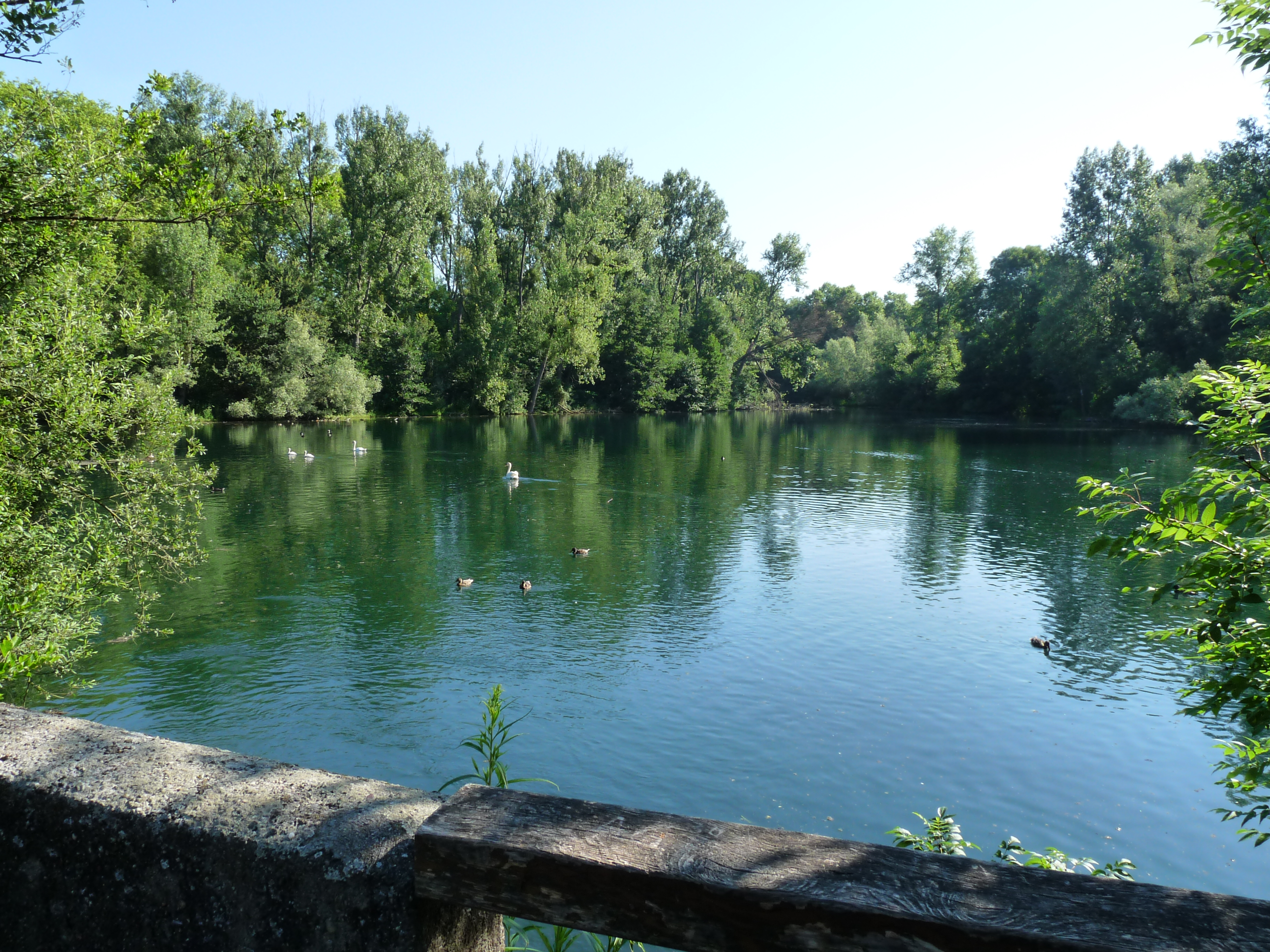
L'étang du Karpfenloch.
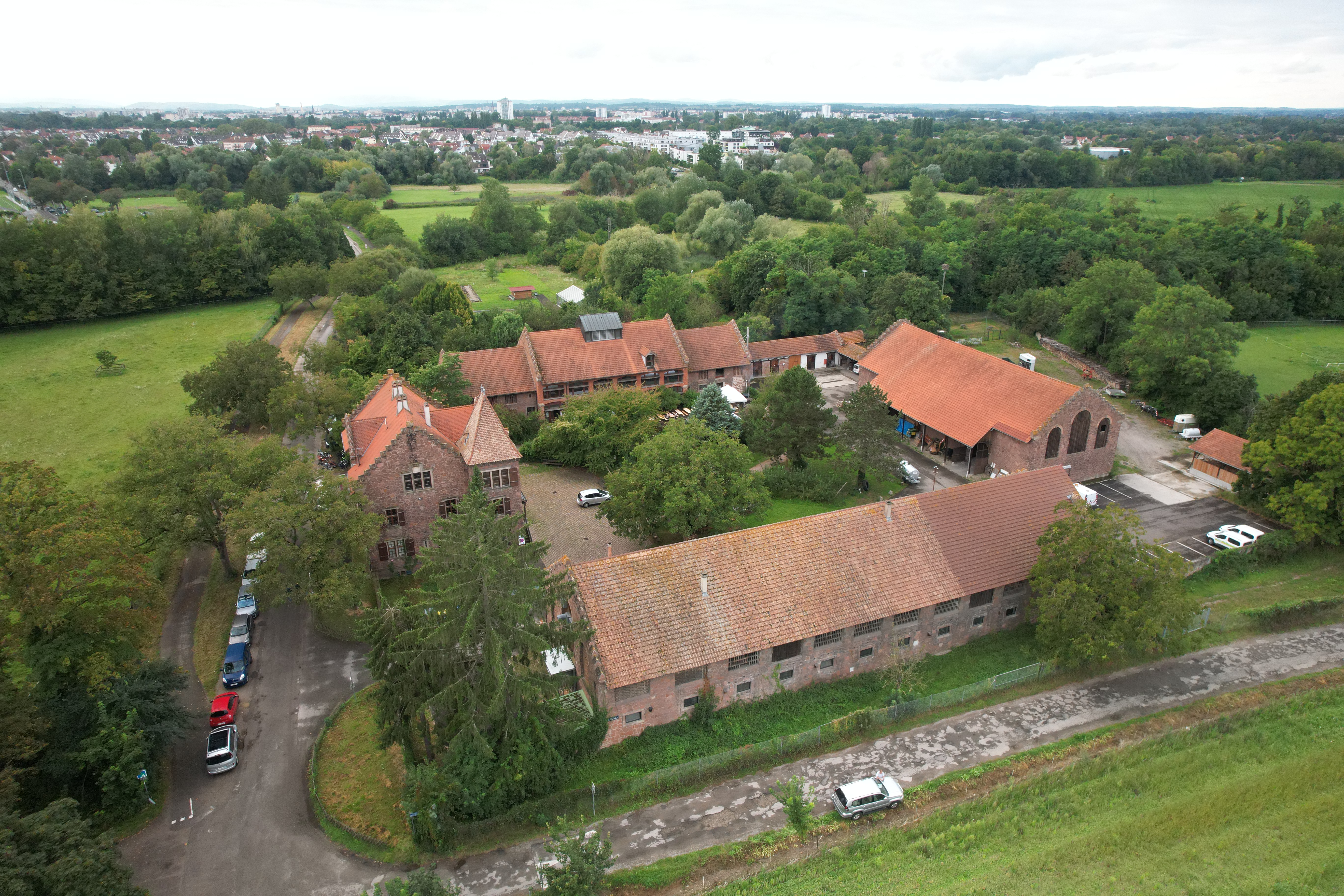
Vue aérienne de la Ferme Bussierre